# Tommaso Albinonistraat 200-204

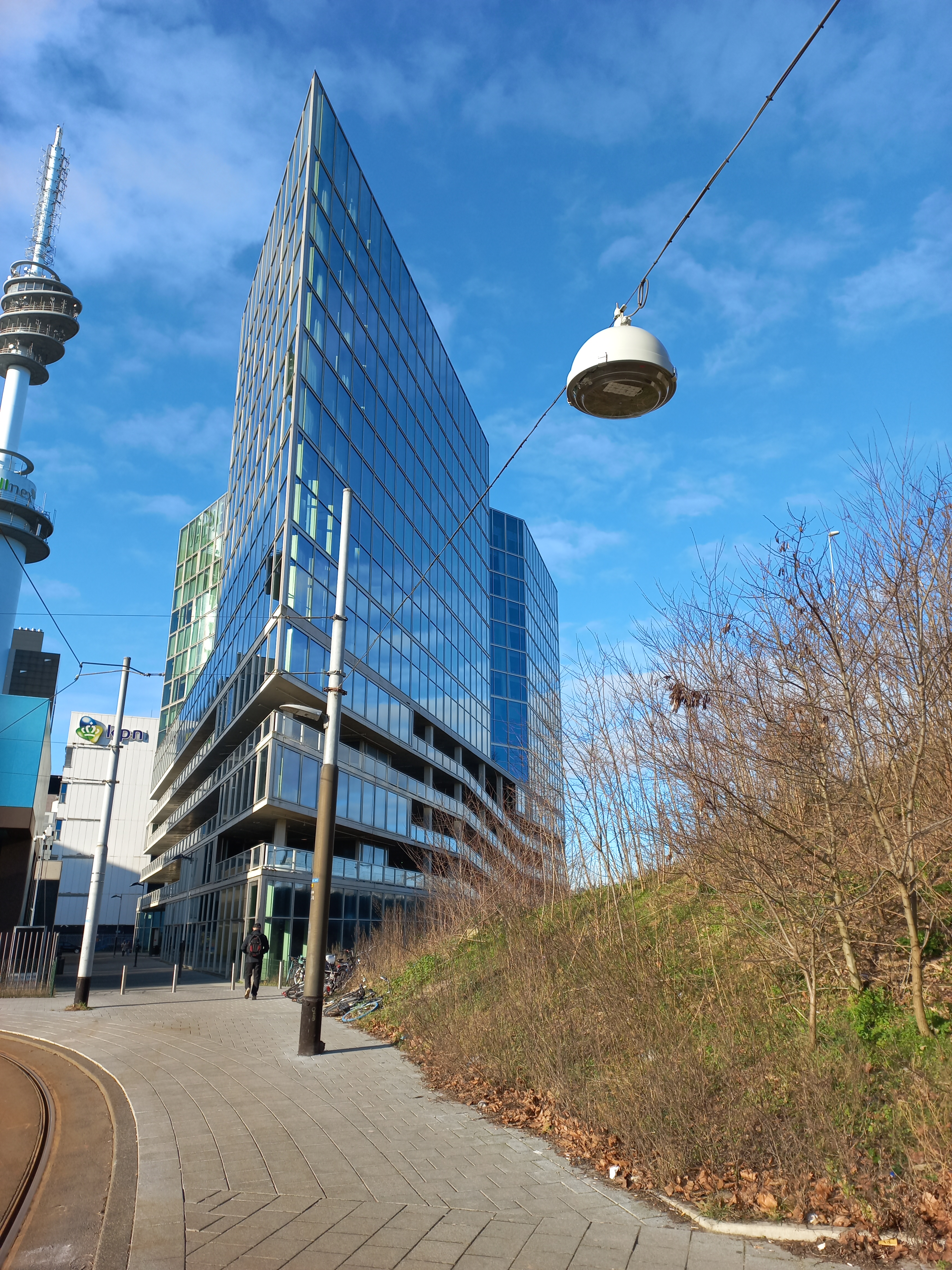
Hotel gezien vanaf standplaats lijn 4 (januari 2023)

Tommaso Albinonistraat 200-204 te Amsterdam, is een 55 meter hoog gebouw aan de Tommaso Albinonistraat in Amsterdam-Zuid, wijk Zuidas.

## Situering
In de jaren rond 2020 werd stevig (gesloopt en) gebouwd rondom de kruising tussen Rijksweg 10 en de Europaboulevard. De kruising zelf is in een rechte hoek aangelegd, maar in beide wegen bevinden zich vlak voor de kruising knikken. Dat zorgde er in het verleden voor dat er allerlei loze ruimten ontstonden, waar vanwege het driehoekig grondoppervlak moeilijk te bouwen was. Bovendien had men te maken met bestaande bouw zoals het RAI-complex in de noordwesthoek en allerlei KPN-gebouwen in de zuidwesthoek. Desalniettemin vonden projectontwikkelaars, stedenbouwkundigen en architecten ruimte voor een aantal gebouwen. Rond de kruising verschenen een wooncomplex en twee hotels. In die eerste categorie kwam Terrace Tower en in de tweede categorie werd tussen 2016 en 2020 het nhow Amsterdam RAI gebouwd. Deze bevinden zich ten noorden van de snelweg A10. Een derde hoek werd opgevuld met het hotel van Van der Valk. De vierde hoek blijft vooralsnog leeg; daar ligt het Amstelpark, dat in 2022 tot gemeentelijk monument werd verklaard en dus beschermd is.

## Bouw
Aan de zuidkant werd gebouwd aan een hotel van 26.000 m² voor het Van der Valkconcern. Zij hadden hun oog laten vallen op een driehoekige kavel tussen de snelweg A10 en allerlei bestaande bebouwing. Dat driehoekig oppervlak is terug te vinden in het gebouw. Overigens is in de buurt ook dat nhow Amsterdam Rai-gebouw een stapeling van driehoekige bouwdelen, gemodelleerd naar de driehoekige reclamezuil voor de RAI. Aan architect Wiel Arets werd de opdracht verleend een passend gebouw te ontwerpen. Hij kwam met hoogbouw dat steunt op een driehoekige ondergrond. Die verdiepingen, de onderste vier dienend tot parkeergarage, lijken qua hoogte aangepast te zijn aan het dijklichaam waarop de A10 hier ligt. Boven die “plint” komen allerlei driehoeken tevoorschijn, niet alleen in de bouwvolumes maar ook in de open ruimte. Zo is er een driehoek ingepast op de zesde verdieping met de vergader- en conferentieruimten, waardoor ruimte voor een dakterras ontstond  De eigenlijke lobby van het hotel bevindt zich “pas” op de vijfde etage; een eenvoudige lobby uiteraard op de begane grond. Hiervoor is gekozen omdat bezoekers vanuit die lobby de gehele stad kunnen overzien. Het gebouw kent alleen betonnen vloeren en kernen, maar de buitenwand is op een enkel deel na geheel van glas. Boven de lobby rijzen drie aparte torens op, waarin de circa 235 hotelkamers, conferentie- en vergaderruimten zijn geplaatst. Aan de zijde van de A10 is vanwege de te verwachten geluidsoverlast een verticale tuin met waterkanaal geplaatst, die voor demping en verse lucht moet zorgen. 
Nabij de scherpe punt (taartpunt in bouwwereld) ligt de eindhalte van tramlijn 4.

## Nasleep
Het gebouw werd in 2020 genomineerd voor de Amsterdamse Architectuur Prijs (AAP), maar die werd gewonnen door Westbeat. ARCAM nam het gebouw ook op in de brochure Top 25 groenste gebouwen van Amsterdam 2018-2025. Architect Wiel Arets kon meteen verder met de verbouwing van het KIT-hotel aan de Linnaeusstraat 2C, Amsterdam